# Juliet Landau
Juliet Rose Landau (* 30. března 1965 Los Angeles, Kalifornie) je americká herečka.
Jejími rodiči jsou herci Martin Landau a Barbara Bain. V televizi i ve filmu debutovala na počátku 90. let, hrála například ve filmu Ed Wood (1994). V letech 1997–2004 ztvárnila postavu Drusilly v seriálech Buffy, přemožitelka upírů a Angel. V dalších letech působila např. v animovaných seriálech Ben 10: Síla vesmíru a Ben 10: Ultimate Alien, hostovala v seriálech Křižovatky medicíny a Myšlenky zločince či hrála ve filmech, jako jsou Vraždy bez záruky (2004), Going Shopping (2005), Ostrov smrti (2007) nebo Monster Mutt (2011).